# Alois Albert
Alois Albert (* 21. Juni 1880 in Königshofen im Grabfeld; † 16. Dezember 1939 ebenda) war ein deutscher Politiker (BVP).

## Leben und Wirken
Nach dem Besuch der Volksschule und Fortbildungsschule in den Jahren 1887 bis 1897 wurde Albert in der Landwirtschaft ausgebildet. Den Beruf des Landwirtes übte er mindestens bis 1928 aus. 1904 heiratete er.
Von 1915 bis 1918 nahm Albert mit dem 5. Reserveinfanterieregiment am Ersten Weltkrieg teil, in dem er am 23. November 1916 verwundet wurde. Nach dem Krieg engagierte er sich im Christlichen Bauernverein Unterfranken, in dem er 1920 den Posten eines Bezirksobmanns erhielt.
In den 1920er Jahren trat Albert in die Bayerische Volkspartei (BVP) ein. Bei der Reichstagswahl vom Mai 1928 wurde er für diese in den Reichstag gewählt, in dem er bis zur Wahl vom September 1930 den Wahlkreis 26 (Franken) vertrat. Seit 1924 war er zudem Mitglied des Stadtrates von Königshofen im Grabfeld.